# 기타우치역 (나라현)
기타우치역(일본어: 北宇智駅, きたうちえき)은 일본 나라현 고조시에 있는 서일본 여객철도의 철도역이다.
긴키 지방 2부 및 4현 (교토·오사카·효고·와카야마·나라·시가)에 소재한 철도역 중 마지막으로 스위치백이 이루어진 여객역이었으나, 2007년 3월 18일 폐지되었다.

## 역 구조
1면 1선의 단식 승강장으로 되어 있는 지상역으로, 간이 정류소에 해당한다.

## 역사
- 1896년 10월 25일 - 난와 철도 가쓰라 역 ~ 고조 역 ~ 후타미 역 구간의 개통과 동시에 개업.
- 1907년 10월 1일 - 국유화에 따라 일본국유철도의 소속이 되었다.
- 1987년 4월 1일 - 민영화에 따라 서일본 여객철도의 소속이 되었다.

## 인접역
| 서일본 여객철도 와카야마 선 | 서일본 여객철도 와카야마 선 | 서일본 여객철도 와카야마 선 |
| --------------------------- | --------------------------- | --------------------------- |
| 요시노구치 오지 방면        | ■ 와카야마 선               | 고조 와카야마 방면          |